# Каим-Хаджи Ахаев
Каим-Хаджи Ахаев (чечен. Iаьх-Хьажи воI КIаим-Хьаьжа, также известен как Каим Охаев; 1875, Нежелой, Чечня — 1944) — чеченский религиозный и общественный деятель‚ богослов‚ сподвижник эмира Узун-Хаджи‚ генерал-майор и министр двора Северо-Кавказского эмирата в 1919—1920 годы.

## Биография
Родился в 1875 году в местечке Ариэште селения Нижалой из Нижнего Чеберлоя Аргунского округа Терской области, в семье коренного жителя по имени Аха из тайпа Нижалой.
Духовное образование получил у Узун-Хаджи Салтинского‚ с которым поддерживал дружеские отношения до гибели последнего (март 1920 года).
В марте 1917 года избран комиссаром 5-го (Шаро-Аргунского) участка Веденского округа Терской области.

### Северо-Кавказский эмират
19 сентября 1919 года на совещании с участием представителей чеченского и дагестанского духовенства было объявлено о создании Северо-Кавказского эмирата во главе с эмиром Узун-Хаир Хаджи-Ханом. В распоряжении премьер-министра Иналука Арсанукаева-Дышнинского в сентябре 1919 года‚ было объявлено‚ что «Северо-Кавказское эмирство является самостоятельной шариатской монархией во главе с эмиром Узун-Хаир-Хаджи-Ханом‚ но под протекторатом эмира Его Величества Оттоманского императора Магомета-Ваххидина VI».
Для управления государством было сформировано правительство во главе с Арсанукаевым-Дышнинским. В состав правительства вошли:
- Министр юстиции — полковник Хаджи Магомет Беков Эмир-Заде с высшим образованием.
- Министр двора его величества — генерал-майор Каим-Хаджи Ахаев‚ с высшим духовным образованием.
- Министр внутренних дел — генерал-майор Хабала Бесланеев‚ грамотен по русски.
- Военный министр — Шита Истамулов.
- Министр земледелия и государственных имуществ — генерал-майор Билал Шамилев.
- Министр финансов — генерал-майор Абдул-Азим Абдулаев.
- Министр путей сообщения‚ почт и телеграфов — Куси Байгираев.
- Министр продовольствия‚ торговли и промышленности — генерал-майор Хамхоев[5].

После смерти Узун-Хаджи в марте 1920 года титул эмира принял шейх Дарбиш Мухаммад из Инхо, однако спустя пару дней эмират перестал существовать (31 марта 1920 год).
В 1921 году Каим-Хаджи построил на месте захоронения Узун-Хаджи в с. Шамиль-Хутор Веденского района зиярат.

### Советский период
В 1920-е годы Каим-Хаджи являлся одним из руководителей антисоветского движения в Чечне.
В марте 1923 года в селении Шаро-Аргун Шатоевского округа состоялся съезд мусульман Чечни, на котором присутствовало около 200 человек, почти все из них мюриды Узун-хаджи. Съезд открыл Каим-хаджи, который в своей речи сказал: «Советская власть, дав нам автономию, ничего хорошего для нас не делает, больше того, наша религия шариат в опасности».
В феврале 1924 года состоялся съезд в селении Нижелой, на котором обсуждался вопрос о восстановлении шариатского Северокавказского эмиратства и избрании имамом Каима-Хаджи. На данном съезде Каим-Хаджи выступил за объединение мюридов различных шейхов, а также ратовал за восстановление старого порядка в Чечне и шариата.